# Решётка (алгебра)
Решётка (ранее использовался термин структура) — частично упорядоченное множество, каждое двухэлементное подмножество которого обладает одновременно точной верхней (sup) и точной нижней (inf) гранями. Поэтому у произвольного непустого конечного подмножества решётки также имеются обе эти грани.
Любая решётка есть множество, направленное как по возрастанию, так и по убыванию.
Линейно упорядоченное множество — частный случай решётки.
Понятие решётки возникло в середине XIX века, и наиболее полное определение было дано в работах Рихарда Дедекинда.

## Значимость решёток
Наиболее востребованы с получением важных результатов следующие частные случаи решёток: алгебраическая решётка, атомная решётка, решётка Брауэра, векторная решётка, дедекиндова решётка, дистрибутивная решётка, мультипликативная решётка, ортомодулярная решётка, полная решётка, свободная решётка, решётка с дополнениями, булева алгебра.
Теория решёток используется при рассмотрении таких понятий, как идеал, фильтр, пополнение сечениями. Исключительное значение имеют алгебраические образования, которые одновременно есть решётки (например, структурно упорядоченная группа). Но самое большое количество приложений теории решёток связано с булевыми алгебрами. Некоторые виды решёток используют квантовая механика и физика.

## Историческая справка
Понятие решётки возникло в середине XIX века. Наиболее полно это понятие сформулировал немецкий математик Рихард Дедекинд в трудах 1894 и 1897 годов. Сам термин (англ. lattice), который затем перевели на русский как «структура», был введён в 1933 году американским математиком Гарретом Биркгофом. Сейчас термин «структура» из-за его многозначности в математике в русской терминологии вытеснен термином «решётка».
Исторически значимость теории решёток основана на том факте, что многие результаты, связанные с множеством всех идеалов некоторого кольца или множеством всех нормальных подгрупп некоторой группы, выглядят похоже и их можно доказать, используя теорию дедекиндовых решёток.
Обилие решёток в различных разделах математики не было ясно осознано до Дедекинда. После Дедекинда немецкий математик Эмми Нетер указала на важность решёток в алгебре. Важность в других разделах математики признавали независимо друг от друга немецкий математик Фриц Клейн-Бармен, австрийско-американский математик Карл Менгер и американский математик Гаррет Биркгоф.
В 30-х годах XX века теория решёток обрела самостоятельность как раздел алгебры. Её наиболее важные разделы следующие:
- дедекиндовы решётки,
- полные решётки,
- дистрибутивные решётки,
- булевы алгебры.

## Примеры
Львиная доля важнейших изучаемых в математике частично упорядоченных систем суть решётки. Более того, в таких системах точная верхняя и нижняя границы {\displaystyle +} и {\displaystyle \cdot } обычно отвечают достаточно известным и важным построениям.
Пример 1. Множество всех подмножеств данного множества, которые упорядочены по включению множеств следующим образом:
{\displaystyle \sup\{A,\,B\}=A\cup B,\quad } {\displaystyle \inf\{A,\,B\}=A\cap B.}
Пример 2. Любое линейно упорядоченное множество: при {\displaystyle a\leqslant b} имеем:
{\displaystyle \sup\{a,\,b\}=b,\quad } {\displaystyle \inf\{a,\,b\}=a}.
Пример 3. Все подпространства некоторого векторного пространства, которые упорядочены по включению множеств следующим образом:
{\displaystyle \sup\{a,\,b\}=\{\mathbf {x} \mid \mathbf {x} =\mathbf {a} +\mathbf {b} ,\,\mathbf {a} \in A,\,\mathbf {b} \in B\},}
{\displaystyle \inf\{a,\,b\}=A\cap B}.
Пример 4. Все неотрицательные (или положительные) целые числа, которые упорядочены по делимости, то есть {\displaystyle a\leqslant b} при {\displaystyle b=ac} для некоторого {\displaystyle c}. Здесь {\displaystyle \sup\{a,\,b\}} — наименьшее общее кратное, а {\displaystyle \inf\{a,\,b\}} — наибольший общий делитель данных чисел.
Пример 5. Все вещественные функции, определённые на единичном отрезке {\displaystyle [0,\,1]}, упорядоченные следующим условием: {\displaystyle f\leqslant g}, если {\displaystyle f(t)\leqslant g(t)} для всех {\displaystyle t\in [0,\,1]}. Здесь имеем:
{\displaystyle \sup\{f,\,g\}=u}, причём {\displaystyle u(t)=\max\{f(t),\,g(t)\}},
{\displaystyle \sup\{f,\,g\}=v}, причём {\displaystyle v(t)=\min\{f(t),\,g(t)\}}.
Пример 6. Все подгруппы некоторой группы, включение есть теоретико-множественное включение. В этом случае бинарные операции решётки суть обычные объединение и пересечение множеств.
Пример 7. Рассмотрим множество {\displaystyle L} всех отношений конгруэнтности на абстрактной алгебре {\displaystyle A}. Введём отношение порядка {\displaystyle \theta \leqslant \theta '} случай, когда {\displaystyle \theta } есть подразбиение {\displaystyle \theta '}, то есть из {\displaystyle x\equiv y(\operatorname {mod} \theta )} вытекает {\displaystyle x\equiv y(\operatorname {mod} \theta ')}. Тогда {\displaystyle L} есть решётка. Причём {\displaystyle \theta \cdot \theta '} задаёт произведение разбиений {\displaystyle \theta } и {\displaystyle \theta '} в обычном смысле, то есть {\displaystyle x\equiv y(\operatorname {mod} \theta \cdot \theta ')} равносильно {\displaystyle x\equiv y(\operatorname {mod} \theta )} и {\displaystyle x\equiv y(\operatorname {mod} \theta ')}. Кроме того, в вырожденном случае, то есть когда на {\displaystyle A} не задано никаких операций, {\displaystyle L} есть решётка, состоящая из всех разбиений множества {\displaystyle A}.

## Решётка как универсальная алгебра

### Определение универсальной алгебры на основе решётки
Решётку можно также определить как универсальную алгебру с двумя бинарными операциями. Для этого определяют следующие две операции:
{\displaystyle a+b=\sup\{a,\,b\},\quad } {\displaystyle a\cdot b=\inf\{a,\,b\}.}
Вместо обозначений {\displaystyle +} и {\displaystyle \cdot } часто используют другие символы: соответственно либо {\displaystyle \cup } и {\displaystyle \cap }, либо {\displaystyle \vee } и {\displaystyle \wedge }.
Так определённая универсальная алгебра отвечает следующим тождествам:
- L1. идемпотентность:

(1) {\displaystyle a+a=a}, {\displaystyle \quad }(1') {\displaystyle a\cdot a=a};
- L2. коммутативность:

(2) {\displaystyle a+b=b+a}, {\displaystyle \quad }(2') {\displaystyle a\cdot b=b\cdot a};
- L3. ассоциативность:

(3) {\displaystyle (a+b)+c=a+(b+c)}, {\displaystyle \quad }(3') {\displaystyle (a\cdot b)\cdot c=a\cdot (b\cdot c)};
- L4. поглощение:

(4) {\displaystyle a\cdot (a+b)=a}, {\displaystyle \quad }(4') {\displaystyle a+(a\cdot b)=a}.

### Определение решётки на основе универсальной алгебры
И наоборот, рассмотрим множество {\displaystyle M} с некоторыми двумя бинарными операциями, которые удовлетворяют приведённым ранее свойствам L1—L4. Тогда на множестве {\displaystyle M} можно определить порядок {\displaystyle \leqslant } следующим образом:
{\displaystyle a\leqslant b} при {\displaystyle a+b=b},
при этом сразу автоматически получится и следующее определение:
{\displaystyle a\leqslant b} при {\displaystyle a\cdot b=a},
другими словами, следующие три утверждения эквивалентны:
{\displaystyle a\leqslant b}, {\displaystyle \quad a+b=b}, {\displaystyle \quad a\cdot b=a}.
Получающееся при таком конструировании частично упорядоченное множество оказывается решёткой со следующими определениями:
{\displaystyle \sup\{a,\,b\}=a+b,\quad } {\displaystyle \inf\{a,\,b\}=a\cdot b.}
В итоге получаем, что решётка определяется как универсальная алгебра, которая определяется приведёнными ранее тождествами L1—L4, то есть решётка образует многообразие универсальных алгебр.

## Решётка как малая категория
Частично упорядоченное множество можно рассматривать как малую категорию. В этом случае оно будет решёткой тогда и только тогда, когда, для любых двух объектов этой категории существует их произведение и копроизведение.
Понятия изоморфизма решёток, которые рассматриваются и как универсальные алгебры, и как частично упорядоченные множества, одинаковы. Рассмотрим две решётки {\displaystyle L} и {\displaystyle L'} и их изоморфизм {\displaystyle \varphi } как частично упорядоченных множеств. Тогда {\displaystyle \varphi } есть также изоморфизм этих решёток как универсальных алгебр, то есть при произвольных {\displaystyle x,\,y\in L} верны следующие равенства:
{\displaystyle \varphi (x+y)=\varphi (x)+\varphi (y)}, {\displaystyle \quad \varphi (x\cdot y)=\varphi (x)\cdot \varphi (y)}.

Но любое изотонное отображение решётки {\displaystyle L} в решётку {\displaystyle L'}, то есть такое отображение {\displaystyle \varphi }, что из {\displaystyle x\leqslant y} следует {\displaystyle \varphi (x)\leqslant \varphi (y)}, в общем случае не обязательно есть гомоморфизм этих решёток, рассматриваемых как универсальные алгебры.
Предложение 1. При произвольном {\displaystyle a\in L} отображения {\displaystyle \varphi (x)=x+a} и {\displaystyle \psi (x)=x\cdot a} есть изотонные отображения решётки {\displaystyle L} в себя, которые суть также и гомоморфизмы тогда и только тогда, когда {\displaystyle L} есть дистрибутивная решётка.
Замечание 1. Отображение {\displaystyle \varphi (x)=x+a} есть гомоморфизм полурешётки {\displaystyle L} с операцией {\displaystyle +}, а отображение {\displaystyle \psi (x)=x\cdot a} есть гомоморфизм полурешётки {\displaystyle L} с операцией {\displaystyle \cdot }.
Множество всех решёток составляет категорию при условии, что гомоморфизмы считаются морфизмами.

## Антигомоморфизм решётки
Антигомоморфизм решётки {\displaystyle L} в решётку {\displaystyle L'} — отображение {\displaystyle \varphi (x)\colon L\to L'} такое, что при произвольных {\displaystyle x,\,y\in L} верны следующие равенства:
{\displaystyle \varphi (x+y)=\varphi (x)\cdot \varphi (y)}, {\displaystyle \quad \varphi (x\cdot y)=\varphi (x)+\varphi (y)}.
Предложение 1. Повторное выполнение антигомоморфизма есть гомоморфизм.
Предложение 2. Частично упорядоченное множество, антигомоморфное некоторой решётке,  есть решётка.

## Координация решётки
Координация решётки — поиск такой алгебраической системы, обычно в универсальной алгебре, что данная решётка изоморфна либо решётке подсистем, либо решётке конгруэнций, либо другой решётке, согласованной с этой алгебраической системой или некоторой универсальной алгеброй.
Любая решётка с 0 и 1 обычно координируется частично упорядоченной полугруппой её резидуальных отображений в себя, при этом она изоморфна решётке правых аннуляторов этой частично упорядоченной полугруппы. Сама полугруппа бэровская, поскольку оба аннулятора, правый и левый, любого из её элементов порождается идемпотентом.

## Подрешётка
Подрешётка ― непустое подмножество {\displaystyle L_{1}} решётки {\displaystyle L}, замкнутое относительно обеих операций {\displaystyle +} и {\displaystyle \cdot } решётки {\displaystyle L}, то есть для произвольных {\displaystyle a,\,b\in L_{1}} выполняется {\displaystyle a+b\in L_{1}} и {\displaystyle a\cdot b\in L_{1}}. Другими словами, подрешётка есть подалгебра некоторой решётки, определённой как универсальная алгебра, имеющая две бинарные операции.
Подмножество решётки может быть решёткой и в то же время не быть подрешёткой.
Выпуклая подрешётка (выпуклое подмножество решётки) — подрешётка (соответственно подмножество) {\displaystyle L_{1}}, для которой (для которого) из {\displaystyle a,\,b\in L_{1}}, {\displaystyle c\in L} и {\displaystyle a\leqslant c\leqslant b} следует {\displaystyle c\in L_{1}}.
Примеры выпуклых подрешёток:
- любое одноэлементное подмножество решётки,
- идеал,
- фильтр,
- интервал.

Также произвольное подмножество линейно упорядоченного множества образует её подрешётку, причём в общем случае невыпуклую.
Предложение 1. Множество всех подрешёток некоторой решётки, которые упорядочены отношением включения, образуют решётку.

## Примеры упорядоченных множеств, которые не являются решётками
- Дискретный порядок — любые два разных элемента несравнимы — будет решёткой только если элемент один-единственный.
- Делители числа 36 без 6 — {1, 2, 3, 12, 18, 36}, упорядоченные по делимости. 2 и 3 не имеют точной верхней грани, а 12 и 18 — точной нижней.

### Комментарии
1. ↑  Имеется перевод на английский язык.
2. ↑  Имеется перевод на немецкий язык.
3. 1 2 3 4  Исправленное выражение из источника.